# Søren Colding
Søren Colding (født 2. september 1972 på Frederiksberg) er en dansk tidligere professionel fodboldspiller, der spillede som højre back. I sin professionelle karriere spillede han primært for Brøndby IF og VfL Bochum. Han spillede 27 landskampe for Danmark og deltog ved VM i fodbold 1998 og EM i fodbold 2000.

## Karriere

### Fodbold
Søren Colding blev født på Frederiksberg og spillede i sin ungdom for Ejby 68 og BK Frem. Han fik debut på Danmarks U/21-landshold den 25. august 1992. Colding gjorde sig første gang bemærket på det højeste niveau, da han scorede i Frems 1-5 nederlag til Real Zaragoza i UEFA Cup-turneringen 1992-1993. Da Frem gik konkurs i efteråret 1993, flyttede Colding til rivalerne Brøndby IF i Superligaen.
Colding debuterede for Brøndby i juni 1994, og han fik sin debut for det danske A-landshold under landstræner Bo Johansson i november 1996. Han blev efterfølgende kåret til årets spiller i Brøndby 1996. Efter Brøndbys tre danske Superligatriumfer i træk fra 1996 til 1998 og klubbens kvalifikation til UEFA Champions League 1998-99 blev Colding stamspiller på det danske landshold. Han spillede i størstedelen af det danske landsholds kampe 1998-2000, og han deltog i alle Danmarks kampe ved både VM i 1998 og EM 2000. Da Morten Olsen i juni 2000 tiltrådte som landstræner, blev Coldings landsholdskarriere sat på pause. Med Brøndby vandt Colding to danske pokaltitler og tre danske mesterskaber, og fra marts 1999 var han anfører for holdet, efter han overtog armbindet fra John Jensen.
Colding flyttede for en transfersum på 1,5 mio D-mark til udlandet i vinteren 2000 for at spille for den nedrykningstruede klub VfL Bochum i den tyske Bundesliga. Han debuterede i januar 2001 og spillede de sidste 16 kampe i Bundesliga-sæsonen 2000-01, hvor Bochum endte på sidstepladsen og rykkede ned til 2. Bundesliga. Klubben sikrede sig oprykning det følgende år med Colding som viceanfører, hvilket han vedblev at være resten af sin karriere i Bochum; han var anfører i flere kampe. Klubben sluttede på en femteplads i 2003-04 Bundesliga-sæsonen, og Colding modtog igen en indkaldelse til det danske landshold, da Morten Olsen inkluderede ham på det hold, der tabte 0-2 til Spanien i marts 2004. Bochum rykkede igen ned efter 2004-05-sæsonen, og Colding sluttede sin karriere i klubben efter at have spillet otte kampe i løbet 2005-06-sæsonen, som endnu engang endte med oprykning til Bundesligaen for Bochum.

### Leder
Søren Colding var 2010-2012 direktør for håndboldklubben AG København. Efterfølgende var han et års tid direktør i fodboldklubben HB Køge, hvorpå han tiltrådte en lederstilling i KasiGroup.